# كارلا خيمينيز
كارلا خيمينيز (بالإسبانية: Karla Jiménez)‏ هي وصيفة ملكة الجمال المكسيك 2005[بحاجة لمصدر]، ولدت في 15 ديسمبر 1982 في مدينة بويبلا في المكسيك.